# Мужская сборная Мексики по баскетболу
Мужская сборная Мексики по баскетболу — национальная баскетбольная команда, представляющая Мексику на международной баскетбольной арене. Управляется Мексиканской федерацией баскетбола.

## Выступления наОлимпийских играх
| Год  | Позиция | Турнир                       | Место проведения         |
| ---- | ------- | ---------------------------- | ------------------------ |
| 1936 | 3       | Летние Олимпийские игры 1936 | Берлин, Германия         |
| 1948 | 4       | Летние Олимпийские игры 1948 | Лондон, Великобритания   |
| 1952 | 9       | Летние Олимпийские игры 1952 | Хельсинки, Финляндия     |
| 1960 | 12      | Летние Олимпийские игры 1960 | Рим, Италия              |
| 1964 | 12      | Летние Олимпийские игры 1964 | Токио, Япония            |
| 1968 | 5       | Летние Олимпийские игры 1968 | Мехико, Мексика          |
| 1976 | 10      | Летние Олимпийские игры 1976 | Монреаль, Канада         |
| 2016 | ?       | Летние Олимпийские игры 2016 | Рио-де-Жанейро, Бразилия |

## Выступления наЧемпионатах мира
| Год  | Позиция | Турнир                            | Место проведения |
| ---- | ------- | --------------------------------- | ---------------- |
| 1959 | 13      | Чемпионат мира по баскетболу 1959 | Чили             |
| 1963 | 9       | Чемпионат мира по баскетболу 1963 | Бразилия         |
| 1967 | 8       | Чемпионат мира по баскетболу 1967 | Уругвай          |
| 1974 | 9       | Чемпионат мира по баскетболу 1974 | Пуэрто-Рико      |
| 2014 | 14      | Чемпионат мира по баскетболу 2014 | Испания          |

## Выступления наЧемпионатах Америки
| Год  | Позиция | Турнир                               | Место проведения                                                        |
| ---- | ------- | ------------------------------------ | ----------------------------------------------------------------------- |
| 1980 | 5       | Чемпионат Америки по баскетболу 1980 | Сан-Хуан, Пуэрто-Рико                                                   |
| 1984 | 5       | Чемпионат Америки по баскетболу 1984 | Сан-Паулу, Бразилия                                                     |
| 1988 | 6       | Чемпионат Америки по баскетболу 1988 | Монтевидео, Уругвай                                                     |
| 1989 | 9       | Чемпионат Америки по баскетболу 1989 | Мехико, Мексика                                                         |
| 1992 | 7       | Чемпионат Америки по баскетболу 1992 | Портленд, США                                                           |
| 1993 | —       | Чемпионат Америки по баскетболу 1993 | Сан-Хуан, Пуэрто-Рико                                                   |
| 1995 | —       | Чемпионат Америки по баскетболу 1995 | Сан-Мигель-де-Тукуман, Аргентина                                        |
| 1997 | 10      | Чемпионат Америки по баскетболу 1997 | Монтевидео, Уругвай                                                     |
| 1999 | —       | Чемпионат Америки по баскетболу 1999 | Сан-Хуан, Пуэрто-Рико                                                   |
| 2001 | 9       | Чемпионат Америки по баскетболу 2001 | Неукен, Аргентина                                                       |
| 2003 | 6       | Чемпионат Америки по баскетболу 2003 | Сан-Хуан, Пуэрто-Рико                                                   |
| 2005 | 10      | Чемпионат Америки по баскетболу 2005 | Санто-Доминго, Доминиканская Республика                                 |
| 2007 | 7       | Чемпионат Америки по баскетболу 2007 | Лас-Вегас, США                                                          |
| 2009 | 7       | Чемпионат Америки по баскетболу 2009 | Сан-Хуан, Пуэрто-Рико                                                   |
| 2011 | —       | Чемпионат Америки по баскетболу 2011 | Мар-дель-Плата, Аргентина                                               |
| 2013 | 1       | Чемпионат Америки по баскетболу 2013 | Каракас, Венесуэла                                                      |
| 2015 | 4       | Чемпионат Америки по баскетболу 2015 | Мехико, Мексика                                                         |
| 2017 | 3       | Чемпионат Америки по баскетболу 2017 | Монтевидео, Уругвай Медельин, Колумбия Баия-Бланка и Кордова, Аргентина |

| Gold | Silver | Bronze | Всего |
| ---- | ------ | ------ | ----- |
| 1    | 0      | 1      | 2     |

## Состав
| Перейти к шаблону «Состав сборной Мексики по баскетболу» | Состав сборной Мексики по баскетболу |  |

| Поз. | №  | Имя                    | Дата рождения (возраст)   | Рост   | Клуб                    |
| ---- | -- | ---------------------- | ------------------------- | ------ | ----------------------- |
| З    | 4  | Пол Столл              | 14 декабря 1985 (39 лет)  | 180 см | Маккаби Ашдод           |
| Ф    | 5  | Марко Рамос            | 26 февраля 1987 (38 лет)  | 198 см | Альконес Рохос Веракрус |
| Ф    | 6  | Роман Мартинес         | 5 марта 1988 (37 лет)     | 201 см | Солес де Мехикали       |
| З    | 7  | Хорхе Гутьеррес        | 27 декабря 1988 (36 лет)  | 190 см | Бруклин Нетс            |
| Ц    | 8  | Густаво Айон           | 1 апреля 1985 (39 лет)    | 206 см | Зенит                   |
| Ф    | 9  | Франсиско Крус         | 3 октября 1989 (35 лет)   | 202 см | Альконес Рохос Веракрус |
| Ц    | 10 | Исраэль Гутьеррес      | 15 января 1993 (32 года)  | 206 см | Альконес Рохос Веракрус |
| З    | 11 | Педро Меса             | 15 октября 1985 (39 лет)  | 186 см | Альконес де Ксалапа     |
| Ц    | 12 | Эктор Эрнандес         | 15 июня 1985 (39 лет)     | 204 см | Атлетикос де Сан-Херман |
| З    | 13 | Орландо Мендес-Вальдес | 29 апреля 1986 (38 лет)   | 183 см | Альконес де Ксалапа     |
| Ф    | 14 | Лоренсо Мата           | 28 октября 1986 (38 лет)  | 200 см | Альконес Рохос Веракрус |
| Ц    | 15 | Фернандо Бенитес       | 21 октября 1981 (43 года) | 208 см | Альконес де Ксалапа     |